# Tiahynka
Tiahynka (ukr. Тягинка) – wieś na Ukrainie, w obwodzie chersońskim, w rejonie berysławskim, siedziba hromady. W 2001 liczyła 2031 mieszkańców, spośród których 1853 wskazało jako ojczysty język ukraiński, 171 rosyjski, 1 mołdawski, 3 białoruski, a 3 inny.
Podczas okupacji niemieckiej w czasie II wojny światowej, w późnym 1941 roku, mieściła się tu filia niemieckiego przejściowego obozu jenieckiego Dulag 123.